# Пудрик Денис Валерійович
Пудрик Денис Валерійович (нар. 13 липня 1977, Макіївка, Донецька область) — український державний діяч і вчений. Начальник Кримської митниці Міністерства доходів і зборів України з червня 2013, заступник начальника Кіровоградської митниці з травня 2014 року. Кандидат економічних наук, магістр юридичних наук. Державний радник митної служби 3 рангу. Державний радник податкової та митної справи 3 рангу.

## Життєпис
Народився 13 липня 1977 року в місті Макіївка Донецької області (Україна).
Трудову діяльність розпочав у 1993 році з посади слюсаря 2-го розряду шахтобудівельного управління № 6 «Макіїввуглебуд».

## Освіта
Денис Пудрик має три повних вищих освіти.
У 1999 році закінчив Донецький державний технічний університет, спеціальність — менеджмент зовнішньоекономічної діяльності (магістр з менеджменту зовнішньоекономічної діяльності).
У 2010 році закінчив Харківський регіональний інститут державного управління Національної академії державного управління при Президентові України, спеціальність — державне управління (магістр державного управління).
У 2012 році закінчив Національний університет «Юридична академія України імені Ярослава Мудрого», спеціальність — правознавство (магістр юридичних наук).

## Кар'єра
Роботу в митних органах розпочав у 1998 році на посаді інспектора митного поста «Донецьк — аеропорт» Донбаської регіональної митниці.
З 1998 по серпень 2005 року в Донбаській регіональної митниці пройшов шлях від інспектора до начальника відділу контролю митної вартості Донбаської регіональної митниці.
З серпня 2005 року по листопад 2006 року працював заступником начальника Донецької митниці.
З листопада 2006 року по травень 2008 року був першим заступником начальника Маріупольської митниці.
З травня по липень 2008 року — виконувач обов'язків заступника начальника Східної митниці.
З липня 2008 року по грудень 2009 року — заступник начальника Східної митниці.
З грудня 2009 року по квітень 2010 року працював начальником Бердянської митниці.
З квітня 2010 року по травень 2011 року — начальник Кримської митниці.
З травня по вересень 2011 року — начальник Чернігівської митниці.
З вересня 2011 року по квітень 2012 року — начальник Львівської митниці.
З квітня по грудень 2012 року — начальник Луганської митниці.
З грудня 2012 року по червень 2013 року — начальник Кримської митниці.
З червня 2013 року по травень 2014 року — начальник Кримської митниці.
З травня 2014 по березень 2015 року — заступник начальника Кіровоградської митниці. Рішенням Кіровоградського Окружного суду від 28 січня 2020 року з 25 березня 2015 року був поновлений на посаді.
З червня 2019 року — в.о. проректора з інфраструктури університету Державної фіскальної служби (ДФС).
З серпня 2020 року до серпня 2021 року працював на Одеській митниці. Фактично одразу після призначення на посаду начальника Одеської митниці в інтерв'ю РБК-Україна Денис Пудрик заявив, що його перебування на цій посаді не "влаштувало" групу одеських контрабандистів, які й намагалися усіма правдами й не правдами усунути його з посади.

## Цитати
З інтерв'ю «Апострофу» від 6 серпня 2019 року:
«Почав працювати в митній службі України в 1998 році, мені тоді був 21 рік. І за цей час я пройшов шлях від інспектора, причому інспектора і у пункті пропуску, і у вантажному відділі, і у відділі вартості, був начальником відділу, потім заступником начальника митниці, начальником багатьох митниць. Тому, звичайно, я за те, щоб розвивати митну службу і дати їй право оперативно-розшукової діяльності, як у багатьох країнах Європи, щоб це була потужна, серйозна структура сама по собі.
Я був проти об'єднання, але, коли об'єднання було в статусі Міністерства доходів і зборів, може, це і мало сенс. Розумніше, коли в складі міністерства була окрема податкова служба, окремо — митна, окремо — фінрозслідувань, наприклад, можливо, ще контрольно-ревізійна служба. Статус служби міністерства з представництвом в Кабінеті міністрів і законодавчою ініціативою обіцяє певні перспективи.

Після Революції гідності старі митники сподівалися, що піде розвиток. Але зробили фіскальну службу, чого я взагалі не зрозумів, якщо чесно. Тобто фактично все те негативне, що було в Міністерстві доходів і зборів, перейшло в нову фіскальну службу і вийшов абсолютно незрозумілий гібрид, а всі позитивні моменти, тобто законодавча ініціатива, представництво в Кабінеті Міністрів, залишилися в минулому», — з інтерв'ю «Апострофу».
З блогу для «Сегодня» від 8 серпня 2019 року:

«Для верифікації законності ввезення товару на інтернет-сайті митної служби необхідно створити реєстр імпортних митних декларацій з мінімальним обсягом знеособленої інформації — номер митної декларації; назва товару, артикул (при наявності), кількість товару, що ввозиться, країна-виробник і країна відправлення, — який буде оновлюватися в режимі реального часу після здійснення митного оформлення кожної митної декларації. Доступ до такого реєстру повинен бути абсолютно вільним.
Що це дасть? Споживач, який купує імпортний товар, зможе перевірити інформацію про нього і переконатися, що він був ввезений в Україну легально. А контролюючі органи зможуть здійснювати поточні звірки, або пост-аудит, податкові перевірки і так далі тих підприємців, які не вказують відомості про номер митної декларації або вказують неправдиві відомості.

Також необхідно в обов'язковому порядку передбачити відповідальність за порушення цієї норми — по ланцюжку, починаючи від останнього до першого продавцеві товару. Тобто, якщо вам продали товар і в касовому чеку інформація про товар не відповідає інформації, яка відбита в реєстрі митних декларацій, то відповідальність буде нести той, хто продав вам товар. А він, своєю чергою, потім має право звертатися до суду на того, хто продав йому такий товар — і так далі по ланцюжки до першого продавцю», — з блогу для «Сегодня».
З новини на «Лівому березі» від 16 жовтня 2019 року:
"Рішенням від 09.09.2019 у ДФС затвердили створення мобільних груп з виявлення та протидії незаконному переміщенню товарів через митний кордон України та ухилення від сплати митних платежів. До складу мобільних груп увійдуть представники Державної фіскальної служби (ДФС), Державної прикордонної служби та Національної поліції. Координувати їх роботу буде Міжвідомчий цільовий центр при ДФС. Мобільні групи отримають безперешкодний доступ до всіх зон митного контролю і транспортних сполучень перетину кордону. Робота груп буде фінансуватися «коштом перерозподілу коштів, виділених у бюджеті на утримання Державної фіскальної служби. Кожна нова влада створює подібні групи, називаючи їх тільки по-різному. Гройсман, наприклад, називав „чорною сотнею“ в боротьбі з корупцією, Янукович — „Держкордон 2013“. Ще були схожі програми на оперативній і міжрегіональній митниці». Але всі ці ініціативи закінчувалися однаково.

Кожна влада щось схоже створює і через рік закриває проєкт як безперспективний. Тобто створюються групи, витрачаються величезні гроші на техніку, автомобілі, спецзасоби, заробітний фонд, а в підсумку це не дає жодного результату", — зазначає Пудрик, додаючи, що українська митниця вимагає більш системних змін для боротьби з контрабандою.

## Наукова діяльність
Кандидат економічних наук за спеціальністю економіка та управління підприємствами (за видами економічної діяльності).
Денис Пудрик є автором і співавтором численних наукових публікацій, статей і книг, серед яких:
- В. М. Хобта, Т. О. Степанова, Д. В. Єгоренко, Д. В. Пудрик — Регулювання інвестиційної діяльності в регіонах зі спеціальним режимом функціонування[16]. Донецьк: ІЕП НАН України, 2001.
- Степанова Т. О., Пудрик Д. В. — Формування стратегії зовнішньоекономічної діяльності промислового підприємства — Вісник технологічного ун-ту Поділля. Економічні науки, 2000.
- Пудрик Д. В. Використання мит в регулюванні зовнішньоекономічної діяльності підприємств — Наукові праці Донецького державного технічного університету. Сер .: Економічна. — Донецьк: ДонДТУ, 2000.
- Степанова Т. О., Пудрик Д. В., Ткаченко І. О. Оцінка привабливості підприємства для здійснення інвестицій — Економіка, менеджмент, підприємництво: Зб. наук. пр. — Луганськ: Вид-во СНУ, 2001. — № 5.
- Степанова Т. О., Пудрик Д. В. Управління ризиками зовнішньоекономічної діяльності — Наукові праці Донецького національного технічного університету. Сер.: Економічна. — Донецьк: ДонНТУ, 2002. — Вип. 53.
- Степанова Т. О., Пудрик Д. В. Визначення мети діяльності підприємства — Економіка та управління. — 2002. — № 2 (16).
- Пудрик Д. В. Обгрунтування методів регулювання зовнішньоекономічної діяльності — Вісник Тернопільської академії народного господарства. — 2002. — Вип. 7/3.
- Хохлов І., Пудрик Д. Словник митних термінів. — Донецьк: ВД «Кальміус», 2004.
- Митний кодекс України з постатейними матеріалами: з практики митної справи — За ред. С. К. Осипова, Д. В. Пудрика, І. М. Хохлова. — Донецьк: ВД «Кальміус», 2005.
- Пудрик Д. В. Ще раз про зовнішньоекономічні договори. — Донецьк: ВД «Кальміус», 2006.
- Пудрик Д. В. Особливості регулювання зовнішньоекономічної діяльності: тарифні та нетарифні методи — Управління економікою перехідного періоду: Зб. науч. тр. — Донецьк: ІЕП НАН України, 2006.
- Пудрик Д. В. Особливості розвитку ринку металопродукції: загальні тенденції та аналіз рівня конкуренції в галузі — Економічні проблеми та перспективи стабілізації економіки України: Зб. науч. тр. — Донецьк: ІЕП НАН України, 2006. — Т.2.
- Пудрик Д. В. Сервісне обслуговування платників податків: до питання формування змісту поняття. — Актуальні проблеми вітчизняної юриспруденції. 2016.
- Пудрик Д. В. Правове регулювання повноважень Державної фіскальної служби України щодо притягнення до адміністративної відповідальності. — Прикарпатський юридичний вісник, 2016.
- Пудрик Д. В. До питання нормативного визначення терміна «арешт» у діяльності державної фіскальної служби України. — Одеса, 2016.
- Хобта В. М., Кропивницька С. М., Пудрик Д. В. Економіка інноваційного підприємства: навчальний посібник. — Донецьк, 2013.

## Нагороди та звання
Нагороджений відомчими нагородами Державної митної служби України:
- «Відмінний митник» II ступеня (2007);
- «За сумлінну службу в митних органах України» III ступеня (2009);
- «Почесний митник України» (2009);
- «За досягнення в митній справі» II ступеня (2010);
- «Покрова Пресвятої Богородиці» (2010);
- «За досягнення в митній справі» (2011).

Нагороджений орденом «За заслуги» III ступеня.
Має звання «Заслуженого економіста Автономної Республіки Крим».
Спеціальне звання: державний радник податкової та митної справи III рангу.